# Canada (terreno)

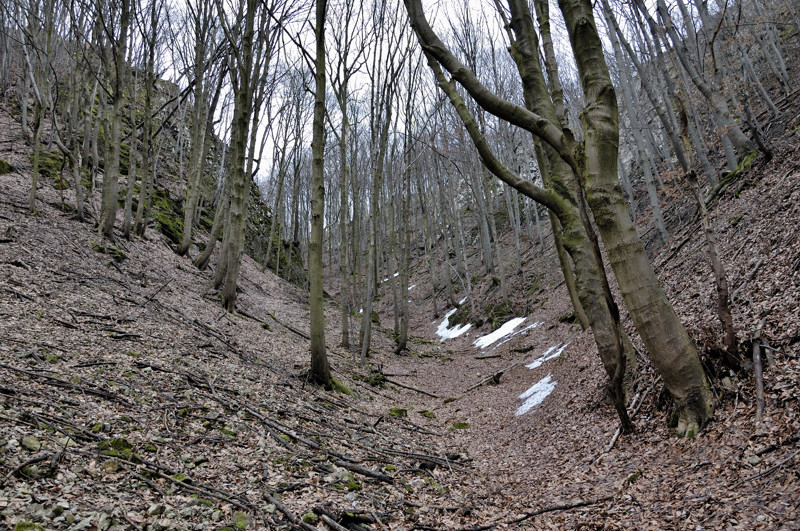
Uma típica canada, localizada nos Pequenos Cárpatos

Uma canada (português europeu) ou canhada (português brasileiro), é uma característica do terreno formado por dois tergos paralelos ou esporões com terreno baixo entre eles. A área de terreno baixo em si é a canada, e é delimitado pelos esporões que o cercam. Canadas são semelhantes a vales numa escala menor; no entanto, enquanto os vales são por natureza paralelos à linha de um tergo, uma canada é perpendicular ao tergo e eleva-se em relação ao terreno circundante, desaparecendo em sentido ascendente. Uma canada é geralmente modelada numa encosta pelo fluxo de água, é geralmente seca, mas muitas contêm um ribeiro temporário ou rochas que se desprendem devido à queda de rochas erodidas.
O terreno, a partir de uma canada, inclina-se sempre para baixo apenas numa direcção e, nas outras três, para cima. A inclinação numa canada geralmente é bastante acentuada, com uma linha de queda claramente definida e caracterizada por uma queda vertical geralmente íngreme, cobrindo uma curta distância horizontal.